# ظربان هومبولت المفنطس
ظربان هومبولت المفنطس أو ظربان باتاغونيا المفنطس (الاسم العلمي: Conepatus humboldtii)، نوع من الظربان المفنطس وينتمي إلى فصيلة الظربان الأمريكي. يوجد في الأراضي العشبية المفتوحة في مناطق باتاغونيا في الأرجنتين وتشيلي.
صغير القد ومكتنز الجسم، مع أنف عاري ممدود يستخدمه للعثور على الخنافس الأرضية، الجنادب والصراصير. يتراوح طوله بين 30 و34 سم، وذيل يتراوح طوله من 17 إلى 21 سم، وعادة ما يزن من 1.5 إلى 3.0 كيلوغرام.